# Episodi de Gli uomini della prateria (sesta stagione)
La sesta stagione della serie televisiva Gli uomini della prateria è andata in onda negli Stati Uniti dal 26 settembre 1963 al 14 maggio 1964 sulla CBS.
| nº | Titolo originale               | Prima TV USA      | Titolo italiano | Prima TV Italia |
| -- | ------------------------------ | ----------------- | --------------- | --------------- |
| 1  | Incident of the Red Wind       | 26 settembre 1963 |                 |                 |
| 2  | Incident of Iron Bull          | 3 ottobre 1963    |                 |                 |
| 3  | Incident at El Crucero         | 10 ottobre 1963   |                 |                 |
| 4  | Incident of the Travellin' Man | 17 ottobre 1963   |                 |                 |
| 5  | Incident at Paradise           | 24 ottobre 1963   |                 |                 |
| 6  | Incident at Farragut Pass      | 31 ottobre 1963   |                 |                 |
| 7  | Incident at Two Graves         | 7 novembre 1963   |                 |                 |
| 8  | Incident of the Rawhiders      | 14 novembre 1963  |                 |                 |
| 9  | Incident of the Prophecy       | 21 novembre 1963  |                 |                 |
| 10 | Incident at Confidence Creek   | 28 novembre 1963  |                 |                 |
| 11 | Incident of the Death Dancer   | 5 dicembre 1963   |                 |                 |
| 12 | Incident of the Wild Deuces    | 12 dicembre 1963  |                 |                 |
| 13 | Incident of the Geisha         | 19 dicembre 1963  |                 |                 |
| 14 | Incident at Ten Trees          | 2 gennaio 1964    |                 |                 |
| 15 | Incident of the Rusty Shotgun  | 9 gennaio 1964    |                 |                 |
| 16 | Incident of the Midnight Cave  | 16 gennaio 1964   |                 |                 |
| 17 | Incident of the Dowry Dundee   | 23 gennaio 1964   |                 |                 |
| 18 | Incident at Gila Flats         | 30 gennaio 1964   |                 |                 |
| 19 | Incident of the Pied Piper     | 6 febbraio 1964   |                 |                 |
| 20 | Incident of the Swindler       | 20 febbraio 1964  |                 |                 |
| 21 | Incident of the Wanderer       | 27 febbraio 1964  |                 |                 |
| 22 | Incident at Zebulon            | 5 marzo 1964      |                 |                 |
| 23 | Incident at Hourglass          | 12 marzo 1964     |                 |                 |
| 24 | Incident of the Odyssey        | 26 marzo 1964     |                 |                 |
| 25 | Incident of the Banker         | 2 aprile 1964     |                 |                 |
| 26 | Incident of El Toro            | 9 aprile 1964     |                 |                 |
| 27 | Incident at Deadhorse (1)      | 16 aprile 1964    |                 |                 |
| 28 | Incident at Deadhorse (2)      | 23 aprile 1964    |                 |                 |
| 29 | Incident of the Gilded Goddess | 30 aprile 1964    |                 |                 |
| 30 | Incident at Seven Fingers      | 7 maggio 1964     |                 |                 |
| 31 | Incident of the Peyote Cup     | 14 maggio 1964    |                 |                 |

## Incident of the Red Wind
- Prima televisiva: 26 settembre 1963
- Diretto da: Thomas Carr
- Scritto da: Dean Riesner

### Trama
- Guest star: Neville Brand (Lou Bowdark), William R. Thompkins (Toothless)

## Incident of Iron Bull
- Prima televisiva: 3 ottobre 1963
- Diretto da: Christian Nyby
- Scritto da: Carey Wilber

### Trama
- Guest star: Richard X. Slattery (Clanton), Michael Ansara (Joseph/Iron Bull), Ralph Moody (Yellow Elk), Judson Pratt (sergente Grogan), James Whitmore (colonnello John Macklin), William R. Thompkins (Toothless)

## Incident at El Crucero
- Prima televisiva: 10 ottobre 1963
- Diretto da: Earl Bellamy
- Scritto da: Charles Larson

### Trama
- Guest star: Holly Bane (Eddie Cornelius), Buddy Baer (Big Will Cornelius), Richard "Dick" Simmons (Stranger), John Craig (Charlie Cornelius), Elizabeth Montgomery (Rose Cornelius), Gene Evans (Gus Cornelius), Parley Baer (Bryant), L.Q. Jones (George Cornelius)

## Incident of the Travellin' Man
- Prima televisiva: 17 ottobre 1963
- Diretto da: Ted Post
- Scritto da: Paul King

### Trama
- Guest star: Robert Middleton (Matt Harger), Simon Oakland (Bolivar Jagger), James Sikking (Luke Harger), Robert Donner (Billy Harger), William R. Thompkins (Toothless)

## Incident at Paradise
- Prima televisiva: 24 ottobre 1963
- Diretto da: Thomas Carr
- Scritto da: Charles Larson

### Trama
- Guest star: Peter Helm (Grover), Arch Johnson (Harry Johanson), Neil Nephew (Jess), Beau Bridges (Billy Johanson), Burgess Meredith (Matthew Higgins), Patricia McCormack (Sarah Higgins), Michael Davis (Prescott)

## Incident at Farragut Pass
- Prima televisiva: 31 ottobre 1963
- Diretto da: Thomas Carr
- Scritto da: Jack Turley

### Trama
- Guest star: John Pickard (sceriffo), Tommy Farrell (Mister Buzby), Ralph Reed (Jared), William Henry (barista), Frankie Avalon (Billy Farragut), Glenda Farrell (Mrs. Elizabeth Farragut), Dee Pollock (Cass)

## Incident at Two Graves
- Prima televisiva: 7 novembre 1963
- Diretto da: Harry Harris
- Scritto da: Al C. Ward, Sam Roeca

### Trama
- Guest star: Dennis Cross (Navajo Chief), Steve Brodie (Sloan), William R. Thompkins (Toothless), Don Haggerty (barista), Bill Travers (Jeremiah O'Neal)

## Incident of the Rawhiders
- Prima televisiva: 14 novembre 1963
- Diretto da: Ted Post
- Scritto da: Jay Simms, Jack Turley
- Soggetto di: Jack Turley

### Trama
- Guest star: John Mitchum (Luke Rose), Wright King (Collie Quade), Nina Shipman (Valley Rose), Denver Pyle (Daddy Quade), James Best (Brock Quade), William R. Thompkins (Toothless)

## Incident of the Prophecy
- Prima televisiva: 21 novembre 1963
- Diretto da: Thomas Carr
- Scritto da: Sam Roeca

### Trama
- Guest star: Raymond Guth (Orville), Warren Oates (Charlie "Rabbit" Waters), James Griffith (Gurney), Ray Teal (sceriffo), Dan Duryea (Brother William), Harry Dean Stanton (Dexter)

## Incident at Confidence Creek
- Prima televisiva: 28 novembre 1963
- Diretto da: Harry Harris
- Scritto da: Jack Turley

### Trama
- Guest star: Norman Leavitt (cercatore), Roy Barcroft (sceriffo), Henry Wills (Tom), Dick Wessel (Jed), Dick York (Elwood P. Gilroy), Barbara Eden (Crystal Simpson), Harry Lauter (Orville Tippet), J. Pat O'Malley (giudice Thaddeus Fillmore), Roy Roberts (sindaco), Byron Foulger (coltivatore)

## Incident of the Death Dancer
- Prima televisiva: 5 dicembre 1963
- Diretto da: Thomas Carr
- Scritto da: Dean Riesner

### Trama
- Guest star: Forrest Tucker (Dan Carlock), Med Flory (Billy Barton)

## Incident of the Wild Deuces
- Prima televisiva: 12 dicembre 1963
- Diretto da: Harry Harris
- Scritto da: Preston Wood, Jack Turley

### Trama
- Guest star: Robert Williams (Joe), Sailor Vincent (Sam), George Chandler (reverendo Jess Linwood), Ken Lynch (Walt Fuller), Sandra Giles (Ellie), William Henry (giocatore di poker), Barbara Stuart (Lorelei Mars)

## Incident of the Geisha
- Prima televisiva: 19 dicembre 1963
- Diretto da: Ted Post
- Scritto da: Charles Larson

### Trama
- Guest star: Miyoshi Umeki (Nami), Joseph V. Perry (Santana), William R. Thompkins (Toothless)

## Incident at Ten Trees
- Prima televisiva: 2 gennaio 1964
- Diretto da: Ted Post
- Scritto da: Carey Wilber

### Trama
- Guest star: Royal Dano (Jeb Newton), Michael Pate (Running Horse), Iron Eyes Cody (uomo di medicina), Susan Kohner (Abbie Bartlett)

## Incident of the Rusty Shotgun
- Prima televisiva: 9 gennaio 1964
- Diretto da: Ted Post
- Scritto da: Paul King

### Trama
- Guest star: Kelly Thordsen (Amos Claybank), Don Megowan (Abraham Claybank), Don Beddoe (Minister), Jonathan Hole (commesso viaggiatore), Claude Akins (Aloysius Claybank), Marie Windsor (Amie Claybank), Herbert Anderson (sceriffo Aaron Burr)

## Incident of the Midnight Cave
- Prima televisiva: 16 gennaio 1964
- Diretto da: Thomas Carr
- Scritto da: Sam Roeca, Barry Trivers

### Trama
- Guest star: Ed Kemmer (dottor Jethro Manning), William R. Thompkins (Toothless)

## Incident of the Dowry Dundee
- Prima televisiva: 23 gennaio 1964
- Diretto da: Ted Post
- Scritto da: Sam Roeca, Joy Dexter

### Trama
- Guest star: Lyle Bettger (Richard Whiting), Hazel Court (Kathleen Dundee)

## Incident at Gila Flats
- Prima televisiva: 30 gennaio 1964
- Diretto da: Thomas Carr
- Scritto da: Sam Roeca, Paul King

### Trama
- Guest star: Leslie Wales (Lalota), Harry Lauter (maggiore Blaine), Med Flory (soldato Hawkins), Edward Faulkner (soldato Larson), Gene Evans (sergente Pike), Rodolfo Acosta (Del Latigo), L. Q. Jones (caporale Wayne), Holly Bane (caporale Rokka)

## Incident of the Pied Piper
- Prima televisiva: 6 febbraio 1964
- Diretto da: Harry Harris
- Scritto da: Albert Aley, Sam Roeca

### Trama
- Guest star: Everett Sloane (Calvin Randolph), Eddie Bracken (Edgar Allan Smithers), Duane Grey (Frank Travis), Arch Johnson (sceriffo Andrews), Rodney Bell (Clarence)

## Incident of the Swindler
- Prima televisiva: 20 febbraio 1964
- Diretto da: Thomas Carr
- Scritto da: John Hawkins, Jack Turley

### Trama
- Guest star: Sally Forrest (Loreen Bouquet), John Dehner (Straw Coleman), Richard Reeves (Jess Carmody), Peter Leeds (Samson), William Fawcett (Jim Cline)

## Incident of the Wanderer
- Prima televisiva: 27 febbraio 1964
- Diretto da: Christian Nyby
- Scritto da: Carey Wilber

### Trama
- Guest star: Nehemiah Persoff (Michob), Gregory Walcott (Les Hunt), William R. Thompkins (Toothless)

## Incident at Zebulon
- Prima televisiva: 5 marzo 1964
- Diretto da: Christian Nyby
- Scritto da: Dean Riesner

### Trama
- Guest star: Robert Cornthwaite (Langhorn Wallace), Herbert Patterson (Sam), Patricia Huston (Louanna Day), John Lupton (Roy Cutter), Kelly Thordsen (Tom), Ron Foster (Johnny Larkin)

## Incident at Hourglass
- Prima televisiva: 12 marzo 1964
- Diretto da: Christian Nyby
- Scritto da: John Hawkins

### Trama
- Guest star: Jay C. Flippen (Shalor), Elizabeth MacRae (Sally Ann Rankin), Kent Smith (colonnello Greer), John Anderson (capitano John Rankin), Russell Arms (tenente Peter Crook)

## Incident of the Odyssey
- Prima televisiva: 26 marzo 1964
- Diretto da: Thomas Carr
- Soggetto di: Sheldon Stark, Sam Roeca

### Trama
- Guest star: William R. Thompkins (Toothless), Mickey Rooney (Pan Macropolous), Raymond Guth (proprietario), Carole Mathews (Lucey), John Pickard (sceriffo)

## Incident of the Banker
- Prima televisiva: 2 aprile 1964
- Diretto da: Christian Nyby
- Scritto da: Chris Miller

### Trama
- Guest star: Marjorie Bennett (signora anziana), Lola Albright (Marjbelle Ashton-Warner), Allyn Joslyn (Albert Ashton-Warner), Virginia Gregg (Sarah), William R. Thompkins (Toothless)

## Incident of El Toro
- Prima televisiva: 9 aprile 1964
- Diretto da: Thomas Carr
- Scritto da: Charles Larson

### Trama
- Guest star: John Cole (Bailey), James Best (Art Fuller), William R. Thompkins (Toothless), Hal Baylor (Jenkins), Brad Morrow (Jones)

## Incident at Deadhorse (1)
- Prima televisiva: 16 aprile 1964
- Diretto da: Thomas Carr
- Scritto da: Paul King

### Trama
- Guest star: Robert Middleton (giudice John Jefferson Hogan), Chill Wills (sceriffo Asa Tanner), Hampton Fancher (Jake Hammerklein), Paul Carr (Mark Hammerklein), Burgess Meredith (Hannibal H. Plew), Broderick Crawford (Jud Hammerklein), William R. Thompkins (Toothless), Hugh Sanders (vicesceriffo Ef Wiley)

## Incident at Deadhorse (2)
- Prima televisiva: 23 aprile 1964
- Diretto da: Thomas Carr
- Scritto da: Paul King

### Trama
- Guest star: Chill Wills (sceriffo Asa Tanner), William R. Thompkins (Toothless), Hampton Fancher (Jake Hammerklein), Paul Carr (Mark Hammerklein), Burgess Meredith (Hannibal H. Plew), Broderick Crawford (Jud Hammerklein), Hugh Sanders (vicesceriffo Ef Wiley)

## Incident of the Gilded Goddess
- Prima televisiva: 30 aprile 1964
- Diretto da: Christian Nyby
- Scritto da: Don Brinkley

### Trama
- Guest star: Herbert Rudley (Jeremiah Breen), Dina Merrill (Lisa Temple), George Van Wort (insegnante), Robert J. Stevenson (A.J. Hogan), John McKee (Posse Leader)

## Incident at Seven Fingers
- Prima televisiva: 7 maggio 1964
- Diretto da: Christian Nyby
- Scritto da: John Dunkel, John Hawkins

### Trama
- Guest star: Don Marshall (soldato Goodlove), Ken Johnson (soldato Dobbs), Hari Rhodes (caporale Dunbar), William Marshall (sergente Sam Turner), Harry Townes (capitano Jesse Coulter)

## Incident of the Peyote Cup
- Prima televisiva: 14 maggio 1964
- Diretto da: Thomas Carr
- Scritto da: Dick Nelson

### Trama
- Guest star: Ted de Corsia (Pala), James Gregory (Brothers), Hal John Norman (Yulca), Richard Hale (Munyo), Pilar Seurat (Maga)